# Курачёв, Дмитрий Геннадьевич
Дмитрий Генна́дьевич Курачёв (род. 8 июля 1968, Семипалатинск, СССР) — российский религиовед, философ и психолог. Кандидат психологических наук, доктор философских наук, профессор.

## Биография
Родился 8 июля 1968 в Семипалатинске.
В 1992 году окончил Брянский государственный педагогический институт.
В 1994 году окончил Московский педагогический государственный университет.
В 1997 году в Московском педагогическом государственном университете защитил диссертацию на соискание учёной степени кандидата психологических наук по теме «Психологические особенности самосознания юношей и девушек из религиозного движения Международное общество сознания Кришны».
С 1997 года по 2010 преподавал в Бирской государственной социально-педагогической академии. С 2006 года — заведующий кафедрой психологии развития.
В 2006 году в Башкирском государственном университете (ныне Уфимский университет науки и технологий) защитил диссертацию на соискание учёной степени доктора философских наук по теме «Межконфессиональные отношения как формы социокультурного взаимовосприятия : Социально-философский анализ». Специальность — 09.00.11 Социальная философия. Научный консультант — доктор философских наук, профессор Д. М. Амазатов.
Профессор кафедры социально-гуманитарных дисциплин Брянского филиала Российской академии народного хозяйства и государственной службы при Президенте Российской Федерации.
Автор более 80 научных работ. Научные исследования посвящены вопросам межрелигиозных отношений и религиозного самосознания.
Член Российского философского общества.

## Научные труды

### Диссертации
- Курачев Д. Г. Психологические особенности самосознания юношей и девушек из религиозного движения Международное общество сознания Кришны / диссертация ... кандидата психологических наук: 19.00.13. — М.: Моск. пед. гос. ун-т, 1997. — 200 с.
- Курачёв Д. Г. Межконфессиональные отношения как формы социокультурного взаимовосприятия : (соц.-филос. анализ) / дис. на соиск. учён. степ. д-ра филос. наук: специальность 09.00.11. — Уфа: Башк. гос. ун-т, 2005. — 424 с.

### Монографии
- Курачёв Д. Г. Исследование самосознания при помощи методики М. Куна и Т. Макпартленда «Двадцать ответов на самоотношение». Методические рекомендации. — Уфа-Бирск: БирГПИ, 1998. — 14 с.
- Курачёв Д. Г. Перцептивная сторона межконфессионального общения молодежи. — Уфа: Гилем, АН РБ, 2004. — 376 с. ISBN 5-7501-0473-7
- Курачёв Д. Г., Азаматов Д. М. Самосознание и конфессиональное восприятие исламской молодёжи Башкортостана: Монография. — Уфа: РИО БашГУ, 2005. — 160 с. ISBN 5-7477-1207-1
- Курачёв Д. Г. Межконфессиональные отношения: формы и содержание (опыт философского анализа): Монография. — Брянск: изд-во Брянского филиала РАНХиГС, 2012. — 358 с. — ISBN 978-5-903802-23-4

### Учебные пособия
- Курачёв Д. Г., Курачёва Л. Г. Психология развития и возрастная психология : учеб. пособие для студентов (бакалавров) заоч. отделения фак. психологии; Моск. психол.-социал. ун-т. — Брянск : Новый проект, 2015. — 177 с. ISBN 978-5-9906278-9-5

### Статьи
на русскомя языке
- Курачёв Д. Г. Подготовка к эмпирическим исследованиям в конфессиональных сообществах // Актуальные проблемы возрастной психологии. — Бирск, 1999. — С. 21—27.
- Курачёв Д. Г. Межконфессиональное восприятие современной молодёжи // Регионология. — 2005. — № 3. — С. 157—170. — ISSN 0131-5706.
- Курачёв Д. Г. Особенности самосознания юношей и девушек мусульман в ракурсе их межконфессионального обособления толерантности // Вестник Башкирского университета. — 2005. — Т. 10, № 4. — С. 74—78. — ISSN 1998-4812.
- Курачёв Д. Г. Самосознание личности юношей и девушек кришнаитов // Образование и саморазвитие. — 2008. — Т. 4, № 10. — С. 220—227. — ISSN 1991-7740.
- Курачёв Д. Г. Традиционные и нетрадиционные религии в ракурсе дифференцированного подхода // Проблемный анализ и государственно-управленческое проектирование. — 2009. — Т. 2, № 4. — С. 113—119. — ISSN 2073-0470.
- Курачёв Д. Г. Самосознание молодых приверженцев культа кришнаитов // Социологические исследования. — М.: ИС РАН, 2010. — № 9. — С. 99—107. — ISSN 0132-1625. Архивировано 2 февраля 2014 года. (копия)
- Курачев, Д. Г. Трудовая занятость инвалидов / Д. Г. Курачев // Труд и социальные отношения. — 2015. — Т. 26, № 3. — С. 105—116 — ISSN 2073-7815
- Курачев, Д. Г. Социальная изоляция инвалидов и мониторинг доступной среды // Адаптивная физическая культура . 2016. № 4 (68), — С 5-10 -ISSN 1998-149X
- Курачёв Д. Г. (в соавт.) Перцептивная сторона и регулирование межконфессиональных отношений // Вестник Высшей Школы «Alma mater».№ 2. (2018). — С.95-100. DOI: 10.20339/AM.2-18.095

на других языках
- Kurachev D. G. The self-awareness of young adepts of the Hare Krishna cult // Russian Education and Society. — 2012. — Т. 54. — Vol. 2. — P. 16—34. — ISSN 1060-9393.